# Marian Gold
Marian Gold (születési nevén Hartwig Schierbaum) (Herford, 1954. május 26. –) német énekes és dalszerző, aki leginkább az Alphaville szintipop-együttes énekes-frontembereként ismert, de szólóelőadóként is jelentek meg albumai.

## Élete

### Fiatalkora
A nyugatnémet Herfordban született 1954-ben, az 1970-es években a berlini Nelson Community tagja lett, ahol a 70-es évek második felében megalapította Chinchilla Green nevű első együttesét, melynek későbbi Alphaville-es kollégája, Bernhard Lloyd is tagja volt.

### Alphaville
1982-ben csatlakozott Lloyd és Frank Mertens mellé az akkor még "Forever Young" néven futó együttesbe, amely hamarosan Alphaville-re változtatta a nevét. Az 1980-as években, az együttes sikerkorszakában olyan dalokat énekelt el, mint a "Forever Young", a "Big in Japan", a "Sounds Like a Melody", a "Dance with Me" vagy a "Jerusalem."
Énekhangja több oktáv terjedelmű tenor. Angol nyelven énekel, munkássága nagyban hozzájárult együttese nemzetközi hírnevéhez, ahol főként az Egyesült Királyságban és az Egyesült Államokban érték el legnagyobb sikereiket. Az Alphaville az 1990-es évek elejéig stúdióprojekt volt, ám ezt követően Goldék elkezdtek sikeres koncerteket is adni, valamint megalapították az együttes weboldalát Moonbase néven.
A 21. századra Marian Gold maradt az Alphaville utolsó aktív alapító tagja, mely együttessel 2017-ben jelent meg legutóbbi albuma Strange Attractor címmel. 2018. május 25–26-án két élő koncertet adtak a hollywoodi Whisky a Go Go klubban, melyeket élőben közvetítettek.

### Szólóénekesként
Szólóelőadóként első albuma, a So Long Celeste 1992-ben jelent meg, ezt 1996-ban a United című album követte.

### Magánélete
Az 1980-as években Gold Münsterben élt feleségével, Manuelával. Összesen hét gyermeke van négy nőtől.

## Fordítás
- Ez a szócikk részben vagy egészben  a   Marian Gold című angol Wikipédia-szócikk ezen változatának fordításán alapul.  Az eredeti cikk szerkesztőit annak laptörténete sorolja fel. Ez a jelzés csupán a megfogalmazás eredetét és a szerzői jogokat jelzi, nem szolgál a cikkben szereplő információk forrásmegjelöléseként.